# サラトガの戦い
サラトガの戦い（サラトガのたたかい、英: Battle of Saratoga ）は、アメリカ独立戦争中の1777年9月から10月にかけて、ニューヨーク州サラトガの近くで、大陸軍とイギリス軍の間に行われた戦いである。サラトガの戦いとは、2つの小戦闘の総称である。すなわち、フリーマン農場の戦い（第一次サラトガの戦い）とベミス高地の戦い（第二次サラトガの戦い）である。この戦いの結果はジョン・バーゴイン将軍指揮するイギリス軍の降伏につながり、イギリス軍のカナダからの侵攻作戦（サラトガ方面作戦）が終わった。

## 背景
バーゴイン将軍のイギリス軍は正規兵（レッド・コート）3,300名、ブラウンシュバイク公爵領からのドイツ人傭兵（ブルー・コート）3,900名、カナダの王党派650名と同盟インディアンで構成されていた。
戦いが佳境に入ったことを認識したジョージ・ワシントン将軍はフィラデルフィアにイギリス軍を釘付けにする一方で、北のサラトガへは援軍を派遣した。まず、最も挑戦的な指揮官ベネディクト・アーノルド少将とニューイングランド民兵に影響力の大きいベンジャミン・リンカーン少将を送った。ペンシルベニアの主力部隊からは、ニューヨークにいたパットナムの部隊から750名を割いてホレイショ・ゲイツ少将につけて送った。さらに民兵組織の中からも動かせるものを組織してゲイツの部下とした。8月も半ばの16日、第11バージニア連隊を率いていたダニエル・モーガンとそのライフル狙撃兵400名以上を、狙撃能力を買って送り出した。モーガンのライフル狙撃兵は、バーゴインの部隊の中にあってそれまでにニューヨークの農村地帯を荒らしまわっていたイロコイ族インディアンに対する対抗手段と考えていた。他にも敵の士官や砲兵を狙って狙撃するように指示していた。戦闘の際、狙撃兵達は200ヤード (183 m)以上の距離でも正確に狙い撃てたが、弾込めに時間が掛かり銃剣を装備していないこともあって、接近戦には弱かった。大陸軍は狙撃兵の部隊と、銃剣付きマスケット銃を持って彼らを守る訓練をされた部隊を組み合わせるやり方を学習していた。
バーゴインはハドソン川を西に渡ってサラトガに入り、さらに9マイル (15 km) 南下したスティルウォーターで、ゲイツの指揮する大陸軍に行く手を遮られた。ゲイツの軍はバーモント、ニューハンプシャー、コネチカット、マサチューセッツ、ニューヨークさらに遠くバージニアの民兵を集めて膨れ上がり、およそ15,000名となっていた。大陸軍はベミス高地に陣取っていた。

## 戦闘

### フリーマン農場の戦い

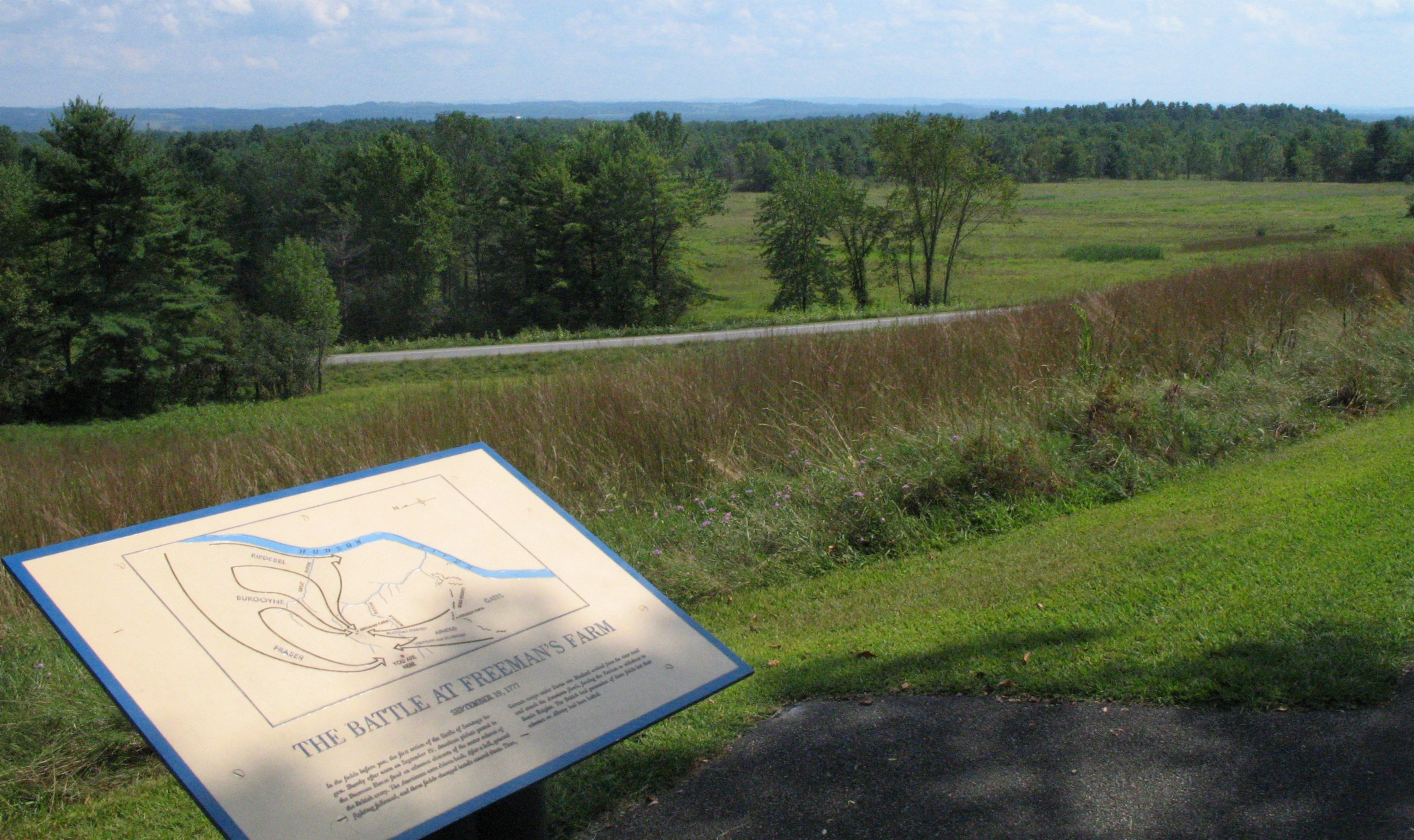
フリーマン農場の戦場跡

フリーマン農場の戦いは、第一次サラトガの戦いとも呼ばれる。
1777年9月19日、イギリス軍は約7,000名であったが、3隊に分かれた。リードセル少将がブラウンシュヴァイク兵を率いて左翼の川に沿った道を進み、火砲と防御用具およびボートを運んでいた。ジェイムズ・イングリス・ハミルトン将軍は中衛部隊を率い、ベミス高地攻略に向かった。サイモン・フレーザー将軍は軽装歩兵大隊と擲弾兵大隊で右翼を受け持ち、大陸軍の左翼を衝こうとしていた。大陸軍の右翼はハドソン川に面していた。
大陸軍はこの戦闘に対し特に組織化も準備もできてはいなかった。ゲイツ将軍はバーゴインがタイコンデロガ砦を占領した後に、北方方面軍の指揮に就いたばかりであった。バーゴインの前面はほとんどが民兵であった。しかも大陸軍の統制機構が乱れていた。ベネディクト・アーノルドは名目上左翼の指揮官であったが、ゲイツから攻撃命令は受けておらず、偵察のみが許されていた。
イギリス軍は直ぐには動こうとしなかった。なぜならば大陸軍の陣配置に関する情報が不足しており、朝霧が視界を遮っていたからである。昼までに霧が晴れ、行動に移った。
アーノルドは騎乗して最左翼まで進みダニエル・モーガン大佐の狙撃兵にフレーザーの部隊の前進を止めるよう要求した。モーガンとアーノルドはイギリス軍が林の間を縦隊で進むところを狙い撃つやり方を選んだ。アーノルドは偵察のみを命令されてはいたが、それを逆手に取って、モーガンとヘンリー・ディアボーンの軽装歩兵大隊を前に出した。モーガンの狙撃兵がフリーマン農場を見渡す所に来たとき、フレーザー部隊が縦隊で農場を進んでいるのを発見した。最初の銃撃で前にいた士官たちをすべて撃ちたおし、それを見たイギリス軍兵士を撤退させた。
この状況にモーガン隊が向こう見ずに前進することになった。ディアボーン隊の銃火に支援されたモーガン隊はフレーザーの軽装歩兵隊を中衛のハミルトン将軍のところまで押し返した。しかしイギリス軍擲弾兵の銃剣による応戦にあって、この猛進撃も崩れ、素早く撤退した。この戦闘パターンが最後まで繰り返されることになった。
モーガンは戦場の南側で懸命に自隊を再編成していた。モーガンが苦戦していることがわかると、アーノルドはエノック・プアのニューヨーク連隊、ニューハンプシャー連隊およびコネチカット民兵に命じて、大陸軍の左翼を守るように展開させた。
アーノルドはエベネザー・ラーニド将軍の4連隊にはモーガン隊を支援させるために中央へ向かわせた。バーゴインも黙っていないで、フレーザーとハミルトンに農場を使って部隊を再編成させ、反撃の拠点とさせた。
イギリス軍が農場に集まると、プアの連隊が集中砲火を浴びせてかなりの損傷を負わせ、後退させた。再び、イギリス軍が大陸軍の攻撃を跳ね返した。アーノルド自身は5個連隊を率いて敵の中衛を衝いたが、フレーザーの右翼をバーゴイン達の部隊から引き離すことには失敗した。アーノルドは馬で作戦本部に3度戻り、ゲイツに攻撃の許可とイギリス軍を破るに足る軍勢を要求した。ゲイツの唯一の反応はアレクサンダー・スカメルの第3ニューハンプシャー連隊を本部の守りに就かせることと、アーノルドを戦闘の場から外す命令を下したことだった。
戦闘の最後の一撃はイギリス軍によるものだった。バーゴインはリードセルに命じて軽装衛兵を付けてフリーマン農場に縦隊前進させた。リードセルは、自隊のブラウンシュヴァイク兵を率い、砲兵の支援も得て、大陸軍が侵攻不可能と見ていた谷あいを進軍した。この援軍に力を得たイギリス軍は戦場を支配し農場を確保することに成功した。

### 2つの戦闘の間

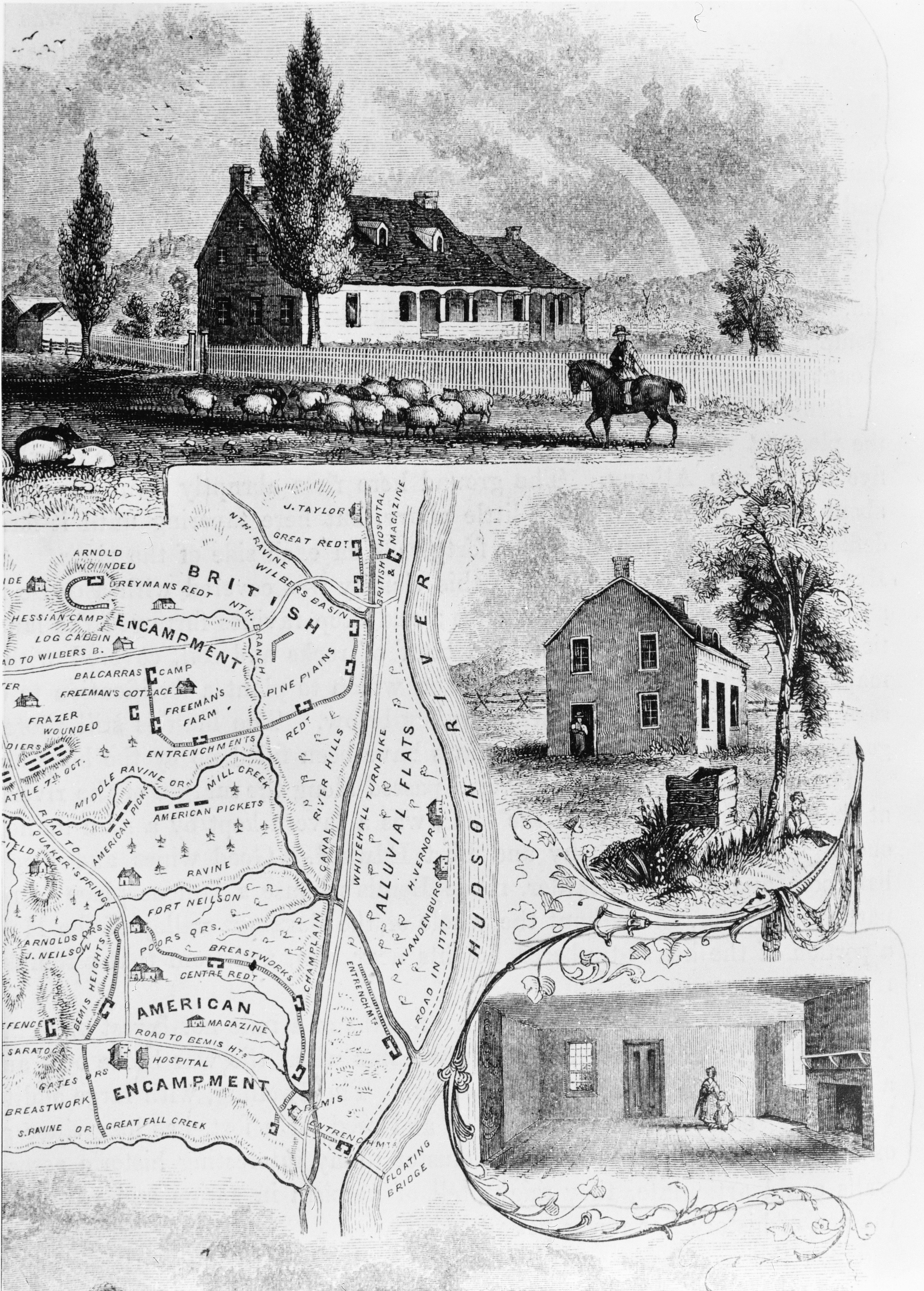
サラトガの戦い戦場の図、およびニールソンの家の南面、東面、内部。エノック・プアとベネディクト・アーノルドの本部として使われた。

バーゴインは農場を占領したが、600名近い犠牲を払い、その多くはハミルトンの中衛部隊であった。兵士や武器の損失を補うことができないばかりでなく、バーゴインは戦闘の主導権も失っていた。大陸軍の損害は300名近い戦死傷者であった。イギリス軍とブラウンシュヴァイク兵は農場に防御陣地を造り、ハドソン川の最初に渡河した地点にも防御を施した。
戦闘終了後、両軍は約2マイル (3 km) 離れて睨み合った。バーゴインの戦力は約6,000名に減っており、物資や食料が不足していた。ゲイツはまだ約7,000名の正規軍と、日々その数を増しつつある多くの民兵がいた。
ゲイツは直ぐに大陸会議とニューヨーク知事に戦況を報告した。戦場にいた指揮官や兵士達は遍くアーノルドに軍功があると見ていたが、ゲイツは自分以外の誰にも軍功は無いと主張していた。アーノルドの抗議はラーニド、プア、モーガン達への軽視とみなしたことでさらに大声となった。アーノルドとゲイツの間の亀裂は深さを増し、ゲイツは次のベミス高地での戦いではアーノルドに指揮を執ることを禁じた。
大陸軍は2つの戦いの間も増え続けた。バーゴインはベミス高地に陣取ってオールバニへの道を塞いでいる大陸軍の左翼を衝こうと考えた。そこにはベンジャミン・リンカーン少将の師団がいた。この師団にはラーニド将軍とプア将軍の連隊、ディアボーン大佐の軽装歩兵大隊およびモーガン大佐のライフル狙撃兵がいた。師団の正規兵は約3,800名、民兵を合わせると約5,000名となっていた。

### ベミス高地の戦い

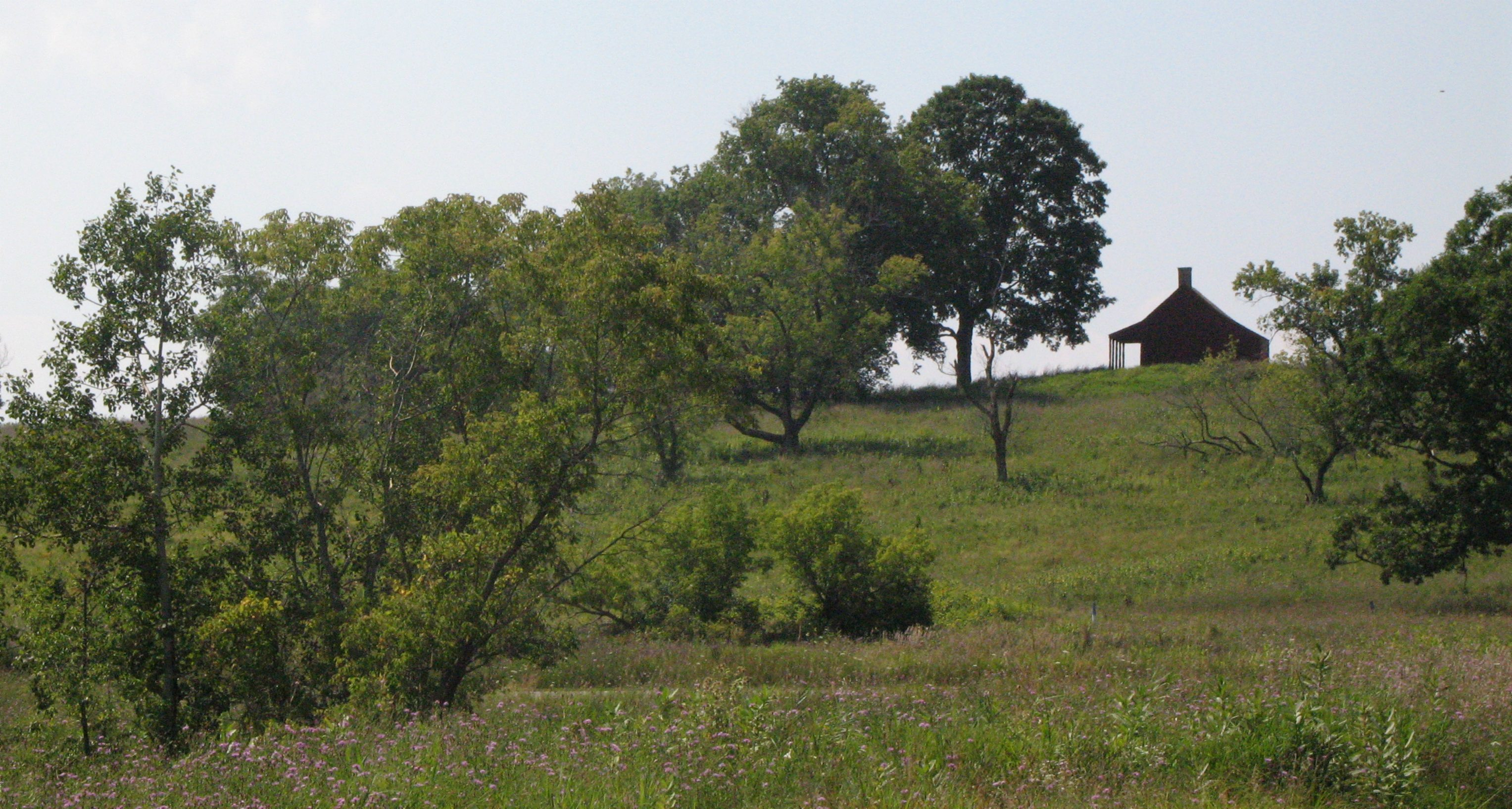
ベミス高地

ベミス高地の戦いは、第二次サラトガの戦いとも呼ばれる。
バーゴインの考えは3つの攻撃隊を使うことだった。フレーザー准将は大陸軍を横目に見て最左翼に回り、大砲を据えるに適した場所を確保することとした。森を抜けて進むことになるので、軽装歩兵とカナダ民兵、森林警備隊さらに同盟インディアンを加えて総勢約700名であった。リードセル少将のブラウンシュヴァイク部隊は大陸軍左翼を衝く主部隊であり、約1,100名と砲兵が支援に付いた。一方、ウィリアム・フィリップ少将は大陸軍左翼の右端を衝き、大陸軍左翼とハドソン川を見下ろすベミス高地の主部隊とを切り離す役目だった。フィリップ隊はジョン・ダイク・アクランド少佐の擲弾兵400名とウィリアムス配下の砲兵隊であった。
リンカーン将軍の部隊はゲイツの陣地のあるベミス高地から北西に広がっていた。最左翼すなわち西端はモーガンとディアボーンの約600名の部隊がいた。中衛はラーニドの4個マサチューセッツ連隊と民兵で約1,800名であった。その部隊と主部隊とを結ぶ位置にはプアの3個ニューハンプシャー連隊と2個ニューヨーク連隊で1,400名強であった。ラーニドの後衛としてアブラハム・テン・ブローク准将の民兵1,200名が控えた。
2週間前の戦闘経験を参考にして、攻撃は10月7日の午後早くに始まった。これは必要ならばバーゴインが夜陰に紛れて撤退できるからである。開戦の火蓋はリンカーンの右翼に侵攻した擲弾兵から切られた。プア隊は発砲を控えていた。地形的に銃撃が効果を与えにくかったからである。アクランド少佐が銃剣攻撃を掛けて来たとき、ついに近距離で大陸軍の銃が火を噴き始めた。アクランドは両足を撃たれて倒れ、多くの擲弾兵も続いて倒れた。この縦隊が崩壊したのでプア隊は指揮官を捕虜にするためと大砲を捕獲するために前進した。ここを逃れたイギリス兵はフリーマン農場の陣地に戻った。
西の端でもイギリス軍の形勢が悪かった。モーガン隊がカナダ兵とインディアンを一蹴し、フレーザーの正規兵と対していた。やや数的には劣勢ながら、モーガンはイギリス隊が西へ動こうとするのを阻止していた。一方、ゲイツの本部ではアーノルドが銃声を聞いて神経質そうに歩き回っていた。アーノルドは指揮を外され、ゲイツは彼に会おうともしなかった。ついにアーノルドは馬に飛び乗り銃声のほうに駆け出した。ゲイツの反応はアームストロング少佐を送ってアーノルドを呼び戻すことだったが、アームストロングは追いつけなかった。
アーノルドは戦線の西の軽装歩兵がいる地点にいった。フレーザーが自隊を繰り返し励ましているのを見ると、モーガンに向かってあの男は1個連隊の価値があると告げた。モーガンはフレーザーを狙い撃ちするよう命じ、狙撃手のティモシー・マーフィが応じた。フレーザーが撃たれ瀕死の重傷となると、彼の部隊が崩壊した。
アーノルドが次に向かったのは中衛であった。ラーニド隊はドイツ人傭兵の騎馬隊を向こうに回して苦戦しており、じりじりと後退していた。アーノルドがラーニド隊を励まし、ラーニドとともに反撃を指揮した。モーガン、ディアボーン、プアがそこに駆けつけてきたので、ドイツ人傭兵隊は開始地点まで戻らざるを得なくなった。
ほぼ1時間の激しい戦闘の後、イギリス軍の全体が開始地点まで戻った。イギリス軍の前進を止めたことに満足せず、アーノルドはラーニドとその隊を最初の陣地攻撃に向かわせた。このとき、アーノルドはカナダ侵攻作戦の時と同じ足を撃たれて倒れた。しかしラーニドの連隊は陣地を占領した。
アーノルドは傷を受けて戦闘が難しくなっていたが、ジョン・パターソン准将の4個マサチューセッツ連隊の所へ行き、パターソンに攻撃を支援するように言った。しかしここで、ゲイツの命令が届き、アーノルドを戦場から排除した。夕闇が戦闘を終わらせ、バーゴインはそれ以上の敗北を免れた。

## 戦いの後

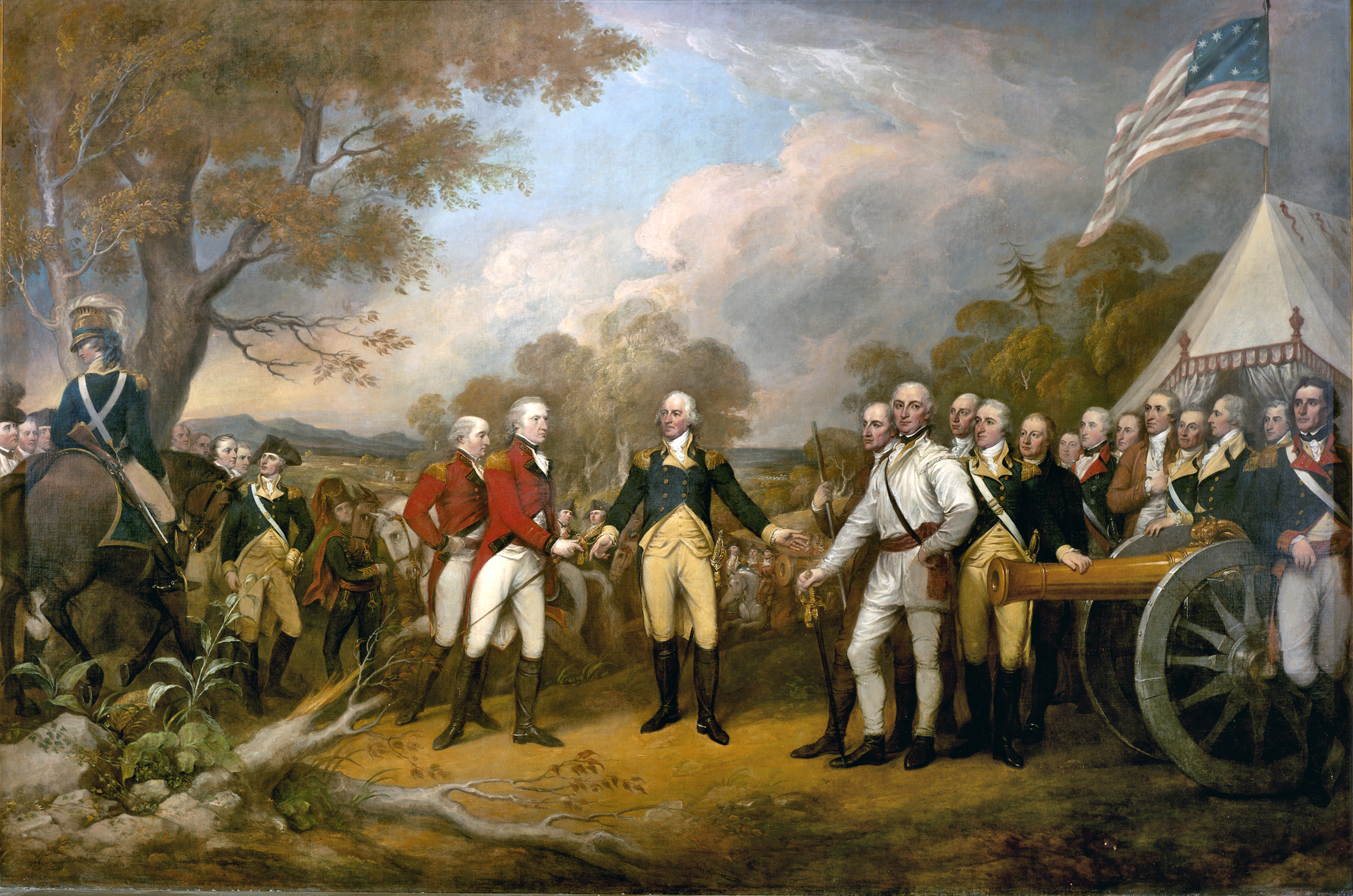
バーゴイン将軍の降伏

バーゴイン軍は既に戦力比が3対1になっていた上に、フリーマン農場の戦いからの損害が1,000名に達した。一方大陸軍は約500名の死傷者であった。バーゴインは有能な部下も何人かを失っていた。作戦は失敗し前進も叶わなくなった。その夜、最前線に灯りをともし、闇の中を引き返した。翌10月8日朝、バーゴインは9月16日に確保した陣地まで戻った。
バーゴインの軍は戦力が弱まり、物資も少なくなった。大陸軍はさらにその数を増し続けていた。バーゴインは更に8マイル(12 km) 撤退しサラトガに着いた。サラトガの戦いの最終章についた。
イギリス軍のタイコンデロガ砦まで戻ろうという試みは、ゲイツ将軍の指揮する大陸軍に遮られた。イギリス軍は8月に渡河した地点でサラトガからハドソン川を渡ろうと試みたが、既に包囲されており兵の数でも負けていた。タイコンデロガ砦まではまだ40マイル (60 km) あり、物資が尽きかけているのに冬が近づいており、バーゴインに残された選択肢は無かった。バーゴインはサラトガにキャンプを張り、大陸軍と交渉を始めることに決めた。
最初、ゲイツは無条件降伏を要求したが、イギリス軍将軍は即座に撥ね付け戦って死ぬ道を選ぶと宣言した。ゲイツは妥協案に合意した。その案ではイギリス軍は降伏しないし捕虜ともならない、二度と大陸で従軍しないという条件でボストンまで行軍し、イギリスに戻るというものだった。ゲイツはバーゴインとこれ以上死闘を演じることは代償が大きくなることに心を痛め、またサラトガで窮地に陥っている部隊を救うためにイギリス軍のヘンリー・クリントン将軍の増援部隊がニューヨークから向かっている知らせが心配であった。華々しい礼装に身を包み、バーゴイン将軍は10月17日にキャンプを出発し、ゲイツの麗辞に祝福された。他のものは傷ついているか、捕虜の世話をする士官夫人達の手伝いをしていた。
サラトガでは5,791名が降伏した。リードセルの証言では、戦えるものは4,000名に満たなかったという。ドイツ人傭兵の場合、2,431名が降伏し、ベニントンの戦いでの損失を含め10月6日までに1,122名が死傷、捕虜または不明となった。サラトガ方面作戦において、ドイツ人を含めたイギリス軍全体の損害は捕虜や脱走を含めて9,000名に達した。
バーゴインの部隊は武装解除され18世紀の軍事的習慣に従って、イギリスに戻った後は二度と大陸での戦闘に従軍しないと誓わされた。しかし、大陸会議はその「協定書」の批准を拒んだ。協定書はゲイツとバーゴインの間で降伏の条件を定めたものであった。イギリスとドイツの士官達は最終的に捕虜となっていた大陸軍の士官と交換されたが、協議の軍隊に入っていた者の多くは、戦争終結までニューイングランドとバージニア、ペンシルベニアの捕虜収容所にいれられていた。
他にも大きな問題が起こった。ブラウンシュヴァイク公カール1世は捕虜となった兵が戻って今後の徴兵を邪魔することを恐れ、兵の帰還を拒否した。ブラウンシュヴァイク兵はこのことを良く思わず多くが脱走した。ブラウンシュヴァイク兵5,723名のうち、1783年に戻ったのは3,015名であり、多くはアメリカで開拓民となった。
バーゴインはイギリスに英雄として戻った。彼はロンドン社交界の花形であった。イギリス軍が戦闘に破れ捕虜となったという知らせはアメリカの信頼性を高めた。特にフランスはアメリカ独立戦争に対する支援に動いた。

## 遺産

### 実演

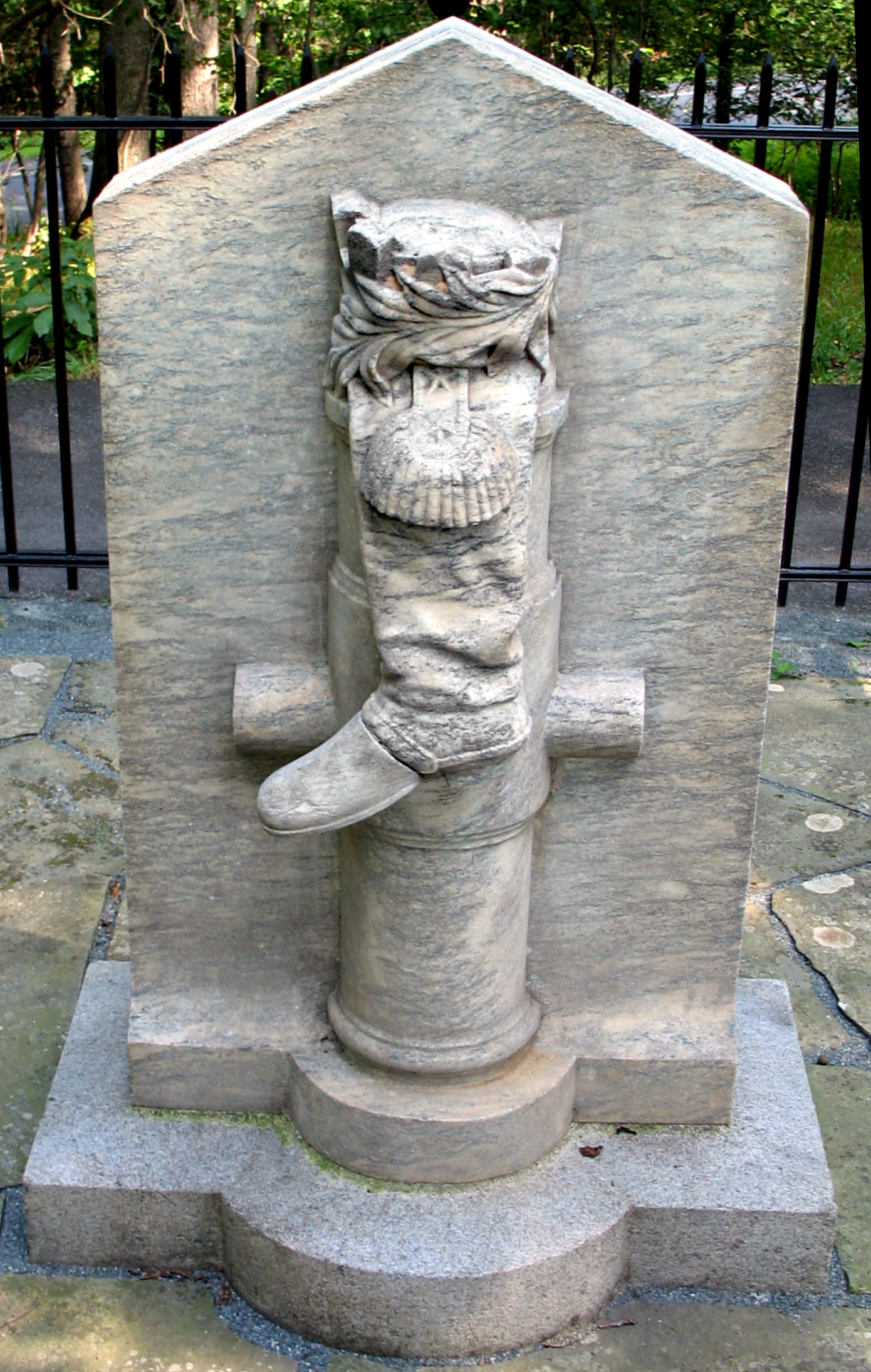
サラトガ国立歴史公園にある長靴の記念碑。ベネディクト・アーノルドの傷ついた足であるという。

「モーガンライフル隊」と呼ばれる1隊が毎年当時の服装でモーガンの働いた戦場で行進する。ドイツ人傭兵の子孫も当時の服装と武器を持って戦闘を再現して見せる。

### 長靴の記念碑
戦場跡にある長靴の記念碑はアーノルドが戦闘に足に傷を負ったことを記念するものである。アーノルドは後に大陸軍を裏切りイギリス軍にウエストポイントを金で売ろうとした後、イギリス軍の将軍となった。
記念碑に彫られている文字は、「大陸軍で光輝いた兵士に」とされているが、アーノルドの名前は無い。

### 小説
歴史家でホフストラ大学のロバート・ソーベルは1973年に「一本の釘が足りなくて」(en:For Want of a Nail)を出版した。これはバーゴインがサラトガで勝っていたらというもう一つの歴史小説である。